# Giovanni Filippo Gallarati Scotti
Giovanni Filippo kardinal Gallarati Scotti, italijanski rimskokatoliški duhovnik, škof in kardinal, * 25. februar 1747, Milano, † 6. oktober 1819.

## Življenjepis
12. avgusta 1792 je prejel duhovniško posvečenje; 24. septembra je bil imenovan za naslovnega nadškofa Side; 17. marca je prejel škofovsko posvečenje in 23. avgusta 1793 je bil imenovan za apostolskega nuncija. 
23. februarja 1801 je bil povzdignjen v kardinala in imenovan za kardinal-duhovnika Ss. Bonifacio ed Alessio.
19. avgusta 1800 je bil imenovan za prefekta Prefekture papeškega gospodinjsta; odstopil je 23. februarja 1801.
26. septembra 1814 je bil imenovan za kardinal-duhovnika Prassede in 21. decembra 1818 še za S. Lorenzo in Lucina.